# Ісмаїл Рафаат
Ісмаїл Рафаат (араб. إسماعيل رأفت, 1908 — дата смерті невідома) — єгипетський футболіст, що грав на позиції півзахисника, зокрема, за клуб «Сошо», а також національну збірну Єгипту.

## Клубна кар'єра
У дорослому футболі дебютував виступами за команду «Замалек». 
1935 року перейшов до клубу «Сошо», за який відіграв 1 сезон. Наступний сезон провів у клубі «Сет».
Завершив професійну кар'єру футболіста виступами за команду «Сет» у 1937 році.

## Виступи за збірну
У складі збірної був учасником чемпіонату світу 1934 року в Італії, де зіграв проти збірної Угорщини (2-4)